# San Pedro del Gallo
San Pedro del Gallo là một đô thị thuộc bang Durango, México. Năm 2005, dân số của đô thị này là 1486 người.